# Perbrinckia
Perbrinckia é um género de crustáceo da família Gecarcinucidae.
Este género contém as seguintes espécies:
- Perbrinckia cracens
- Perbrinckia enodis
- Perbrinckia fido
- Perbrinckia morayensis
- Perbrinckia punctata
- Perbrinckia quadratus
- Perbrinckia rosae
- Perbrinckia scansor